# The World of Miriam Makeba
Albums de Miriam Makeba
The Many Voices of Miriam Makeba
(1962) The Voice of Africa
(1964)
The World of Miriam Makeba est un album de Miriam Makeba, sorti en 1963.

## L'album
C'est le troisième album que Miriam Makeba enregistre chez RCA Victor, après avoir fui l'apartheid en Afrique du Sud.

### Titres
Tous les titres sont écrits et composés par Miriam Makeba, sauf mention contraire.
1. "Dubula"	2:45
2. "Forbidden Games" (Barry Parker, Marc Lanjean)	2:56
3. "Pole Mze"	2:15
4. "Little Boy"	3:22
5. "Kwedini" (Jonas Gwangwa)	2:15
6. "Vamos Chamar Ovento" (Dorival Caymmi)	3:22
7. "Umhome"	2:51
8. "Amampondo"	1:55
9. "Wonders and Things" (Carol Hall)	3:10
10. "Tonandos De Media Noche (Song at Midnight)" (Francisco Flores)	3:06
11. "Into Yam"	2:40
12. "Where Can I Go?" (Leo Fuld, Sigmunt Berland et Sonny Miller) 	2:52

## Distinctions
Makeba Sings est nommé dans deux catégories, meilleur enregistrement traditionnel (« best folk recording ») et meilleure performance vocale féminine, pour les Grammy Awards 1963.